# Sphaerodactylus richardi
Sphaerodactylus richardi är en ödleart som beskrevs av  Hedges och GARRIDO 1993. Sphaerodactylus richardi ingår i släktet Sphaerodactylus och familjen geckoödlor. IUCN kategoriserar arten globalt som nära hotad. Inga underarter finns listade i Catalogue of Life.